# Ataque bumerangue

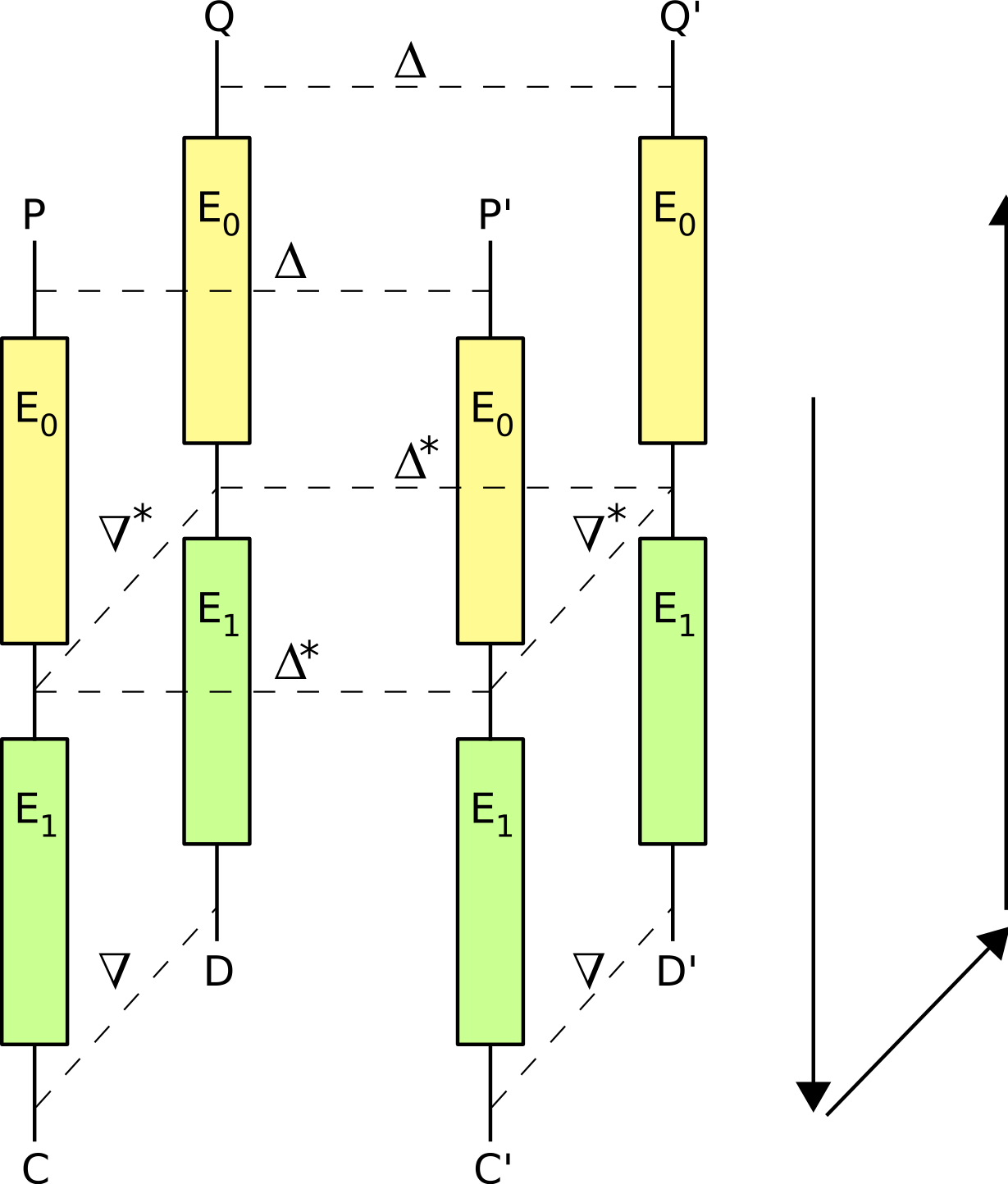
Ataque bumerangue

Em criptografia, o ataque bumerangue é um método para a criptoanálise de cifra de bloco com base em criptoanálise diferencial. O ataque foi publicado em 1999 por David Wagner, que o usou para quebrar a cifra COCONUT98.
O ataque bumerangue permitiu novos caminhos de ataque para muitas cifras, anteriormente consideradas, seguras de criptoanálise diferencial.
Refinamentos sobre o ataque bumerangue foram publicados: o ataque bumerangue amplificado e o ataque retângulo.
Devido à semelhança de uma construção Merkle – Damgård com uma cifra de bloco, este ataque também pode ser aplicável em certas funções hash (como MD5).

## O ataque
O ataque bumerangue é baseado em criptoanálise diferencial. Na criptoanálise diferencial, um invasor explora como as diferenças na entrada de uma cifra (o texto simples) podem afetar a diferença resultante na saída (o texto cifrado). É necessário um "diferencial" de alta probabilidade (ou seja, uma diferença de entrada que produzirá uma diferença de saída provável) que cubra toda, ou quase toda, a cifra. O ataque de bumerangue permite o uso de diferenciais que cobrem apenas parte da cifra.
O ataque tenta gerar uma estrutura chamada de "quarteto" em um ponto no meio da cifra. Para este efeito, digamos que a ação de criptografia, E, da cifra pode ser dividida em duas etapas consecutivas, E0 e E1, de modo que E(M)=E1(E0(M)), onde M é alguma mensagem de texto simples.
Suponha que temos dois diferenciais para os dois estágios:
{\displaystyle \Delta \to \Delta ^{*}}
para E0, e
{\displaystyle \nabla \to \nabla ^{*}} para E1−1 (a ação de descriptografar E1).
O ataque básico procede da seguinte forma:
- Escolher um texto simples aleatório {\displaystyle P} e calcular {\displaystyle P'=P\oplus \Delta },

- solicitar que sejam criptografados {\displaystyle P} e {\displaystyle P'} para obter {\displaystyle C=E(P)} e {\displaystyle C'=E(P')},

- calcular {\displaystyle D=C\oplus \nabla } e {\displaystyle D'=C'\oplus \nabla },

- solicitar que {\displaystyle D} e {\displaystyle D'} sejam descriptografados para obter {\displaystyle Q=E^{-1}(D)} e {\displaystyle Q'=E^{-1}(D')} e

- comparar {\displaystyle Q} e {\displaystyle Q'}. Quando os diferenciais se mantêm, {\displaystyle Q\oplus Q'=\Delta }.

## Aplicação em cifras específicas
Um ataque em KASUMI, uma cifra de bloco usada em 3GPP, é um ataque de chave relacionada retângular que quebra as oito rodadas completas da cifra mais rápido do que a pesquisa exaustiva (Biham, 2005).
O ataque requer 254,6 textos simples escolhidos, cada um dos quais criptografado sob uma das quatro chaves relacionadas, e tem uma complexidade de tempo equivalente à 276,1 criptografias KASUMI.